# Kostel svatého Jiří (Jasenná)
Římskokatolický Kostel svatého Jiří je dominantou obce Jasenná.

## Historie
Kostel zasvěcený svatému Jiří je poprvé připomínán roku 1343, od roku 1346 podací právo náleželo České koruně, vesnice byla darována sboru pražských mansionářů. Jejich preceptor roku 1363 dosadil plebána.  Roku 1718 byla obnovena starší fara. Roku 1893 byla na starších základech postavena novogotická věž a přistavěna novobarokní kaple.

## Současnost
V roce 2009 kostel prošel celkovou rekonstrukcí a opravou pláště včetně středchy a sanktusní věžičky.

## Popis
Jednolodní orientovaná stavba má odsazený pravoúhlý presbytář, na západní straně věž, při severní stěně kapli s volutovým štítem a po jižní straně sakristii spojenou s presbytářem.  Před hlavním vchodem stojí dřevěný misijní kříž.
- Ve věži kostela visí čtyři (?) zvony: nejstarší s reliéfem sv. Jiří je z roku 1508, v roce 1916 byl zrekvírován a po válce vrácen. Druhý zvon z roku 1552 byl přelit roku 1901. Malý sanktusník (umíráček) pochází z roku 1841.
- Hlavní oltář je zasvěcen sv. Jiří, novobarokní postranní oltář svatému Janovi a sv. Anně.
- Kazatelna byla pořízena roku 1893.
- V kapli je osmiboká pozdně gotická celokamenná křtitelnice s německým darovacím nápisem Hanse Pechana a letopočtem 1521: "TAVSENT FVNF/HVNDERT VND/ XXI HOT GESTI[FT]/ET HANS PECH/HAN DEN STEIN". Na víku barokní dřevořezba sv. Jana Křtitele a Krista při křtu.  Varhany na chóru pocházejí z 18. století.
- Hřbitov je středověkého původu. U hřbitovní zdi je smírčí kříž, který sem byl přenesen z jižní části obce. Dochovalo se několik náhrobních kamenů z 19. století s tesanou výzdobou.
- Pamětní kniha fary byla psána od roku 1795, matriky se dochovaly od roku 1721.

## Bohoslužby
Bohoslužby se konají v neděli v 8.00.

## Galerie

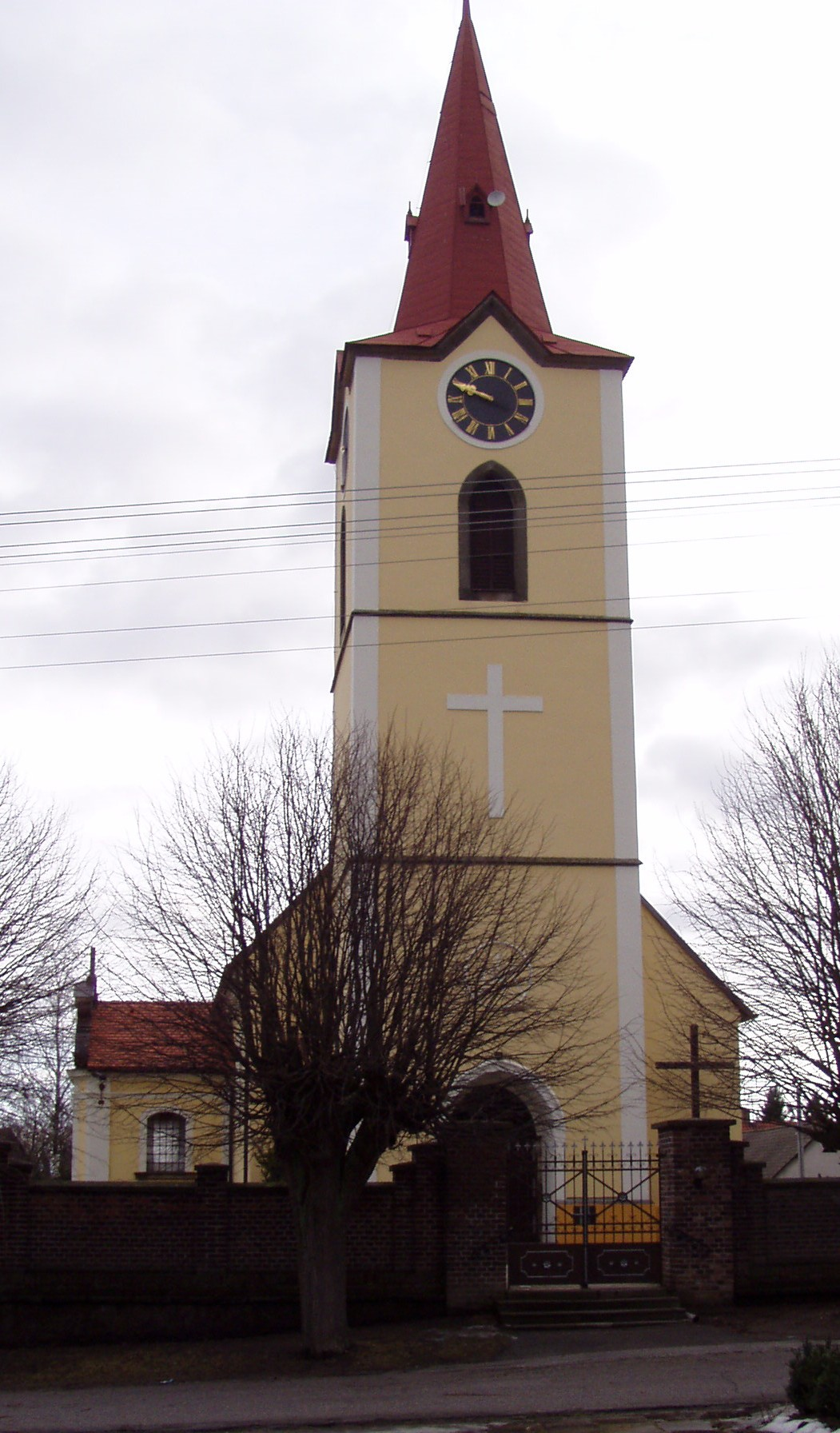
Věž
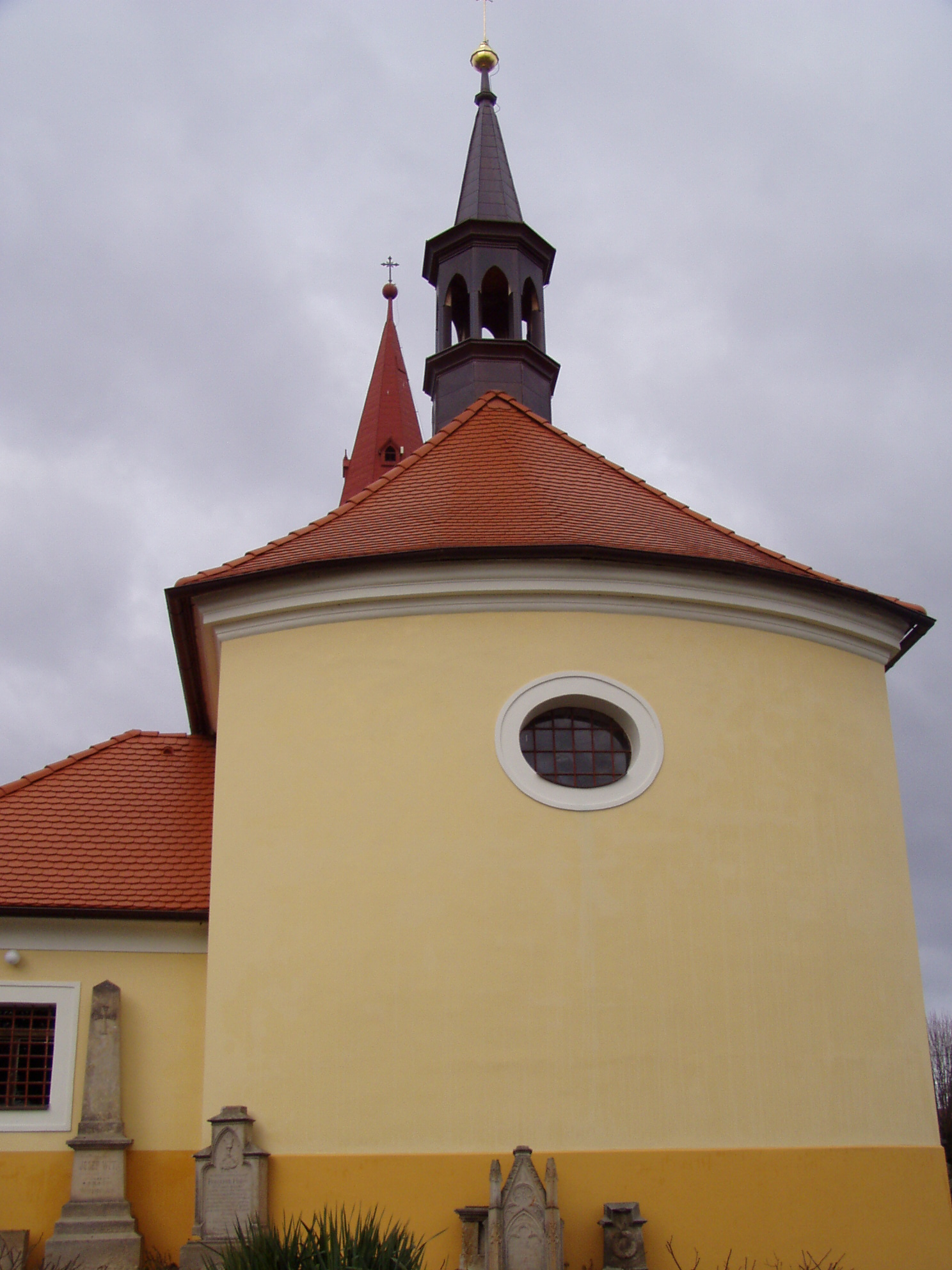
Kostel zezadu
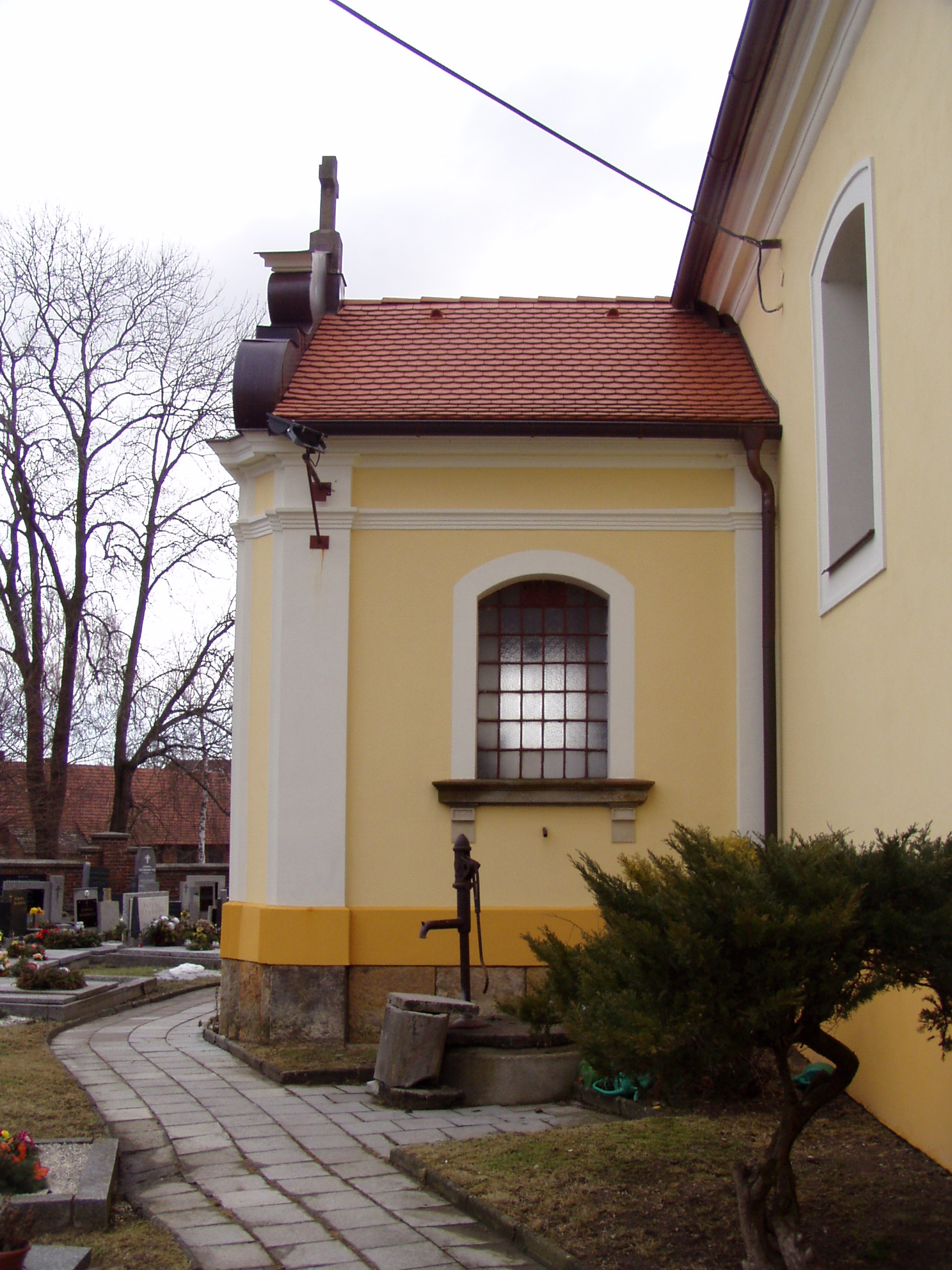
Kaple
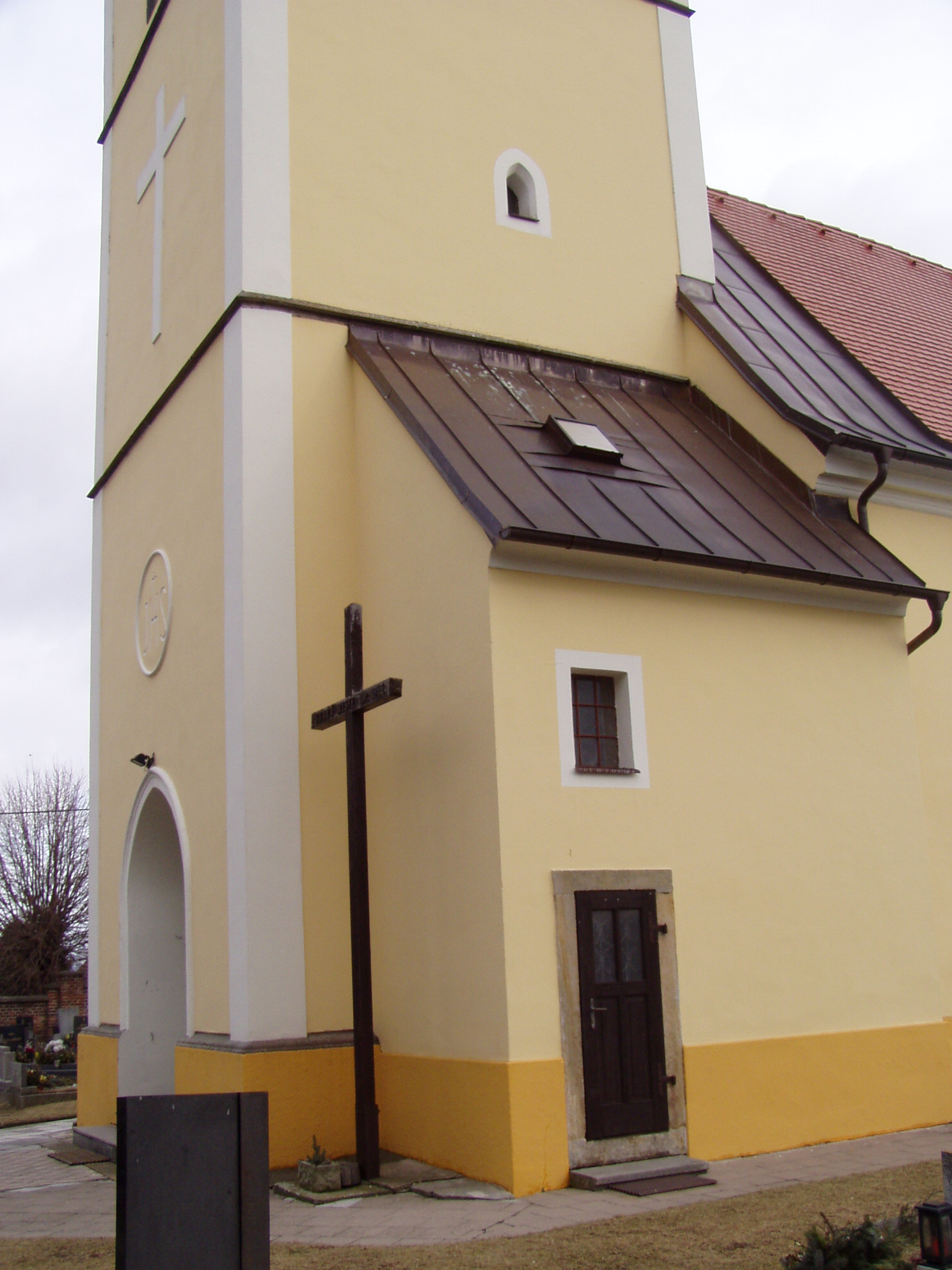
Kostel
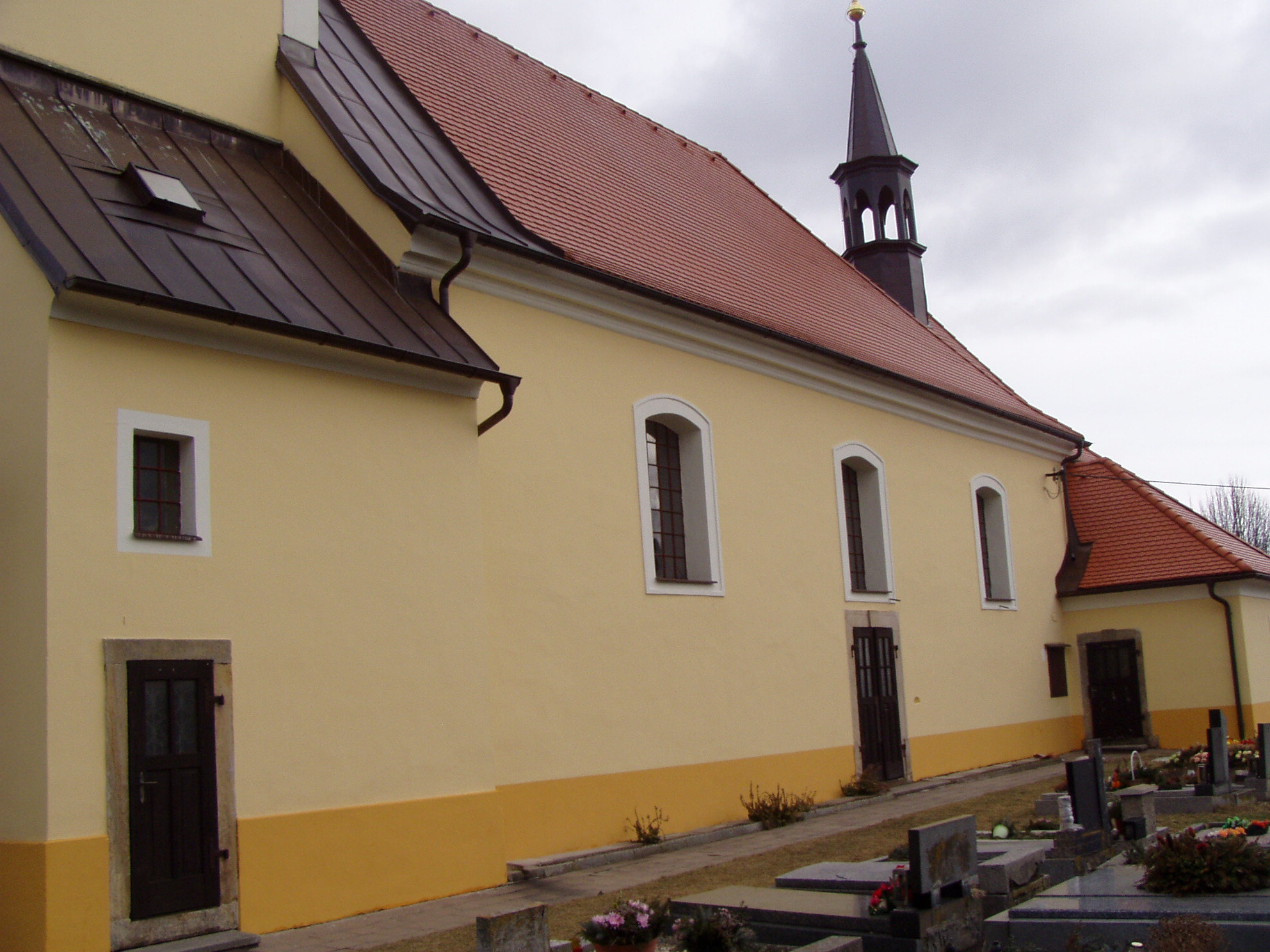
Kostel